# Mairéad Ní Mhaonaigh
Mairéad Ní Mhaonaigh (Gaoth Dobhair, 17 mei 1961) is een Ierse folkmuzikante, geboren en grootgebracht in de Gaeltacht van Donegal. Haar eerste taal was dan ook Iers en in haar vroege jeugd was zij omringd door muziek. Het vioolspelen kreeg zij onder de knie dankzij haar vader Francie die een bekend viool-leraar was. Ook van een bevriende violist Dinny McLaughlin stak zij veel op. Als zangeres is zij ook bekend geworden.
Zij is na de dood van haar man Frankie Kennedy nu de leidster van de bekende folkband Altan. De band is opgericht begin tachtiger jaren door haar en Frankie, afkomstig uit Belfast. De band was toen samengesteld uit louter virtuozen zoals bouzouki-speler Ciaran Curran (County Fermanagh) en gitarist Mark Kelly. Deze vier muzikanten zijn te horen op het album "Altan" uit 1987. Later kwam ook accordeonist Dermot Byrne bij de groep. Met hem trouwde zij in 2000, maar gingen in goede harmonie weer uit elkaar in 2007. Zij hebben samen een dochter.
Altan is wereldwijd bekend en toerde diverse malen in Japan, Australië, Nieuw-Zeeland, Europa en in Noord-Amerika.

## Discografie

### Soloalbums
- Imeall (2008)

### Altan
- Altan (1987)
- Horse With A Heart (1989)
- Altan Live (Museum Bochum Germany 15 januari 1989)
- The Red Crow (1990)
- Harvest Storm (1991)
- Island Angel (1993)
- The First Ten Years (1995)
- Blackwater (1996)
- Runaway Sunday (1997)
- The Best of Altan (1997)
- Another Sky (2000)
- The Blue Idol (2002)
- Local Ground (2005)
- 25th Anniversary Celebration (2010)
- Gleann Nimhe - The Poison Glen (2012)

- Bibsys: 5028524
- International Standard Name Identifier: 0000 0000 4660 9445
- Library of Congress Control Number: no98011711
- MusicBrainz: 72f751c1-ec35-4f24-a5f8-5955ab362581
- Virtual International Authority File: 46373347
- WorldCat: E39PBJqfDkD3TVP3HJV9fHTj4q